# Květoslav Šipr
Květoslav Šipr (23. června 1934 Brno – 28. února 2022 Brno) byl český lékař a teolog, specializující se na gerontologii a bioetiku.

## Životopis
V Brně absolvoval střední školu i lékařskou fakultu. Po promoci v roce 1958 krátce působil na interním oddělení nemocnice v Dačicích. Koncem téhož roku 1958 byl zatčen a odsouzen k deseti měsícům odnětí svobody za „podvracení republiky“ pro činnost mezi brněnskou mládeží. Po odpykání trestu pracoval téměř tři desetiletí v Dřevohosticích na Přerovsku jako venkovský obvodní lékař. V roce 1968 se podílel na založení Díla koncilové obnovy i na sdružování českých katolických lékařů. Podílel se na zakládání univerzit třetího věku a v roce 1983 založil první českou akademii třetího věku.
Od roku 1988 pracoval na II. interní klinice Fakultní nemocnice u svaté Anny v Brně, v témže roce založil Ústav rodinného lékařství Lékařské fakulty Masarykovy univerzity. V roce 1993 se habilitoval a v roce 1998 byl jmenován profesorem. V roce 2003 dokončil studium teologie na Cyrilometodějské teologické fakultě Univerzity Palackého v Olomouci a v roce 2005 dosáhl titulu ThLic.

### Výuka
Vyučoval na Lékařské fakultě Masarykovy univerzity, na Cyrilometodějské teologické fakultě a na Lékařské fakultě Univerzity Palackého v Olomouci; byl také hostujícím profesorem na téměř desítce zahraničních vysokých škol. Po 10 let byl reprezentantem České republiky v Evropské akademii učitelů praktického lékařství. Publikoval přes 130 původních vědeckých prací a přednesl na 150 sdělení na vědeckých zasedáních, převážně konferencích s mezinárodní účastí. Přednášel bioetiku na CMTF UP.

### Osobní život
Byl ženatý, měl čtyři děti, devět vnoučat a dvě pravnoučata. K jeho hlavním odborným zájmům patřila komunikace lékaře s nemocnými a etické aspekty počátku lidského života. Byl hlavním organizátorem kurzů Spirituální dimenze člověka Brněnské akademie třetího věku.
Dne 29. června 2007 mu brněnský biskup Vojtěch Cikrle udělil medaili sv. Petra a Pavla jako poděkování za dlouholetou obětavou práci pro církev.
V červenci 2014 obdržel pamětní medaili České biskupské konference za celoživotní práci v oblasti bioetiky.

## Funkce
Byl tajemníkem rady pro bioetiku České biskupské konference, členem Papežské akademie pro život (do funkce ho v roce 2007 jmenoval papež Benedikt XVI.) a čestným členem České geriatrické a gerontologické společnosti.
Byl prvním zástupcem České republiky v radě European Academy of General Practice Teachers (8 let byl členem výboru). Byl šéfredaktorem časopisu Scripta bioethica a člen redakční rady časopisu European Journal of General Practice.

## Publikace
Mimo díla zde uvedená byl profesor Šipr autorem stovky odborných a populárně naučných článků a spoluautorem řady učebnic, skript a odborných publikací.
Monografie:
- Přirozené plánování rodičovství (vyšlo 1972, 1975 a 1985)
- Hovory o lásce (1981 a 1991)
- Jak zdravě stárnout (1997)

Učebnice
- Přirozené plánování rodičovství (1995, s H. Šiprovou)